# Green Goblin Reborn!
Green Goblin Reborn! (рус. Возрождение Зелёного гоблина!) — сюжетная арка из трёх выпусков, изданная в 1971 году издательством Marvel Comics. Сюжет, написанный Стэном Ли и появившийся в выпусках The Amazing Spider-Man #96-98, рассказывает о борьбе Человека-паука с его заклятым врагом Зелёным гоблином, стал первым сюжетом комиксов, рассказывающим о вреде наркотиков и первым, где упоминалась наркотическая зависимость в положительном или отрицательном ключе, что позже привело к пересмотру политики цензурирования Comics Code Authority.

## Сюжет
Ранее, из-за случившейся амнезии, Норман Озборн забыл о своей злодейской сущности Зелёного гоблина. Питер Паркер становится соседом Гарри Озборна, сына Нормана, и однажды, будучи в костюме Человека-паука, он спасает парня, танцующего на крыше, который был под действием наркотиков. Вскоре, Озборн-старший вспоминает о своей двойной жизни и нападает на Человека-паука, а затем таинственно исчезает. Дома, Питер в ужасе от состояния Гарри, который поглощает таблетки. Он объяснил это тем, что его возлюбленная, Мэри Джейн Уотсон, отказала ему. Когда Зелёный Гоблин нападает на Человека-паука в очередной раз, Паркер просто показывает ему его больного сына. Увидев Гарри, Норман Озборн падает в обморок. В конце, Питер и его подруга Гвен Стейси решают возродить свои отношения.

## История создания
Комикс стал первым сюжетом в американских комиксах, который изображал наркотики. Ранее, согласно политике цензурирования Comics Code Authority, было запрещено любое упоминание наркотических средство, даже отрицательное, а успешный выход сюжета фактически привёл к пересмотру некоторых аспектов политики ассоциации. Тем не менее, в 1970 году департамент здравоохранения, социального обеспечения и образования при администрации президента Ричарда Никсона попросил Стэна Ли устроить рекламу против наркотиков в одном из продаваемых комиксов Marvel. После того, как Ли подготовил сюжет, имеющий ярко выраженную антинаркотическую направленность, он был запрещён к печати органами Comics Code Authority, но всё равно был выпущен несмотря на запрет. Продажи трёх выпусков сюжета были настолько высоки, что это подорвало авторитетность некоторых правил цензуры в комиксах и они были пересмотрены. Спустя месяц после выхода Green Goblin Reborn!, издательство DC Comics выпустило свой сюжет с аналогичной тематикой — Snowbirds Don't Fly в серии Green Lantern/Green Arrow, где юный подопечный Зелёной стрелы, Спиди, начинает употреблять героин, из-за чего его наставнику приходится прервать своё путешествие по Америке с Зелёным Фонарём.

Я могу понять их. Они, как юристы, принимают все вещи буквально и технически. В Кодексе говорится, что упоминаний о наркотиках быть не должно, и, согласно правилам, они были правы. Так что я даже не злился на них тогда. Я сказал «Сделаем это» и мы просто выпустили эти три выпуска отделившись от кодекса, а потом вступили в него снова. Я никогда не думал о Кодексе, даже когда писал сюжет, потому что не хотел писать ничего жестокого или сексуального. Я знал, что эти книги читают молодые люди, но даже если бы Кодекса не было, я не думаю, что я добавил бы в историю что-то ещё.— Стэн Ли, интервью 1998 года
Редактор издательства Джо Кесада признался, что стал поклонником Marvel после того, как прочёл этот комикс: «Отец посоветовал мне прочесть эти выпуски и я действительно увлёкся. Мой отец не понимал, что положил начало совсем другой зависимости [от комиксов]».